# Jungle Kid
Jungle Kid é o primeiro EP da cantora e atriz Cleo.

## Lista de faixas
| N.º            | Título                    | Duração |  |
| 1.             | "Jungle Kid"              | 3:10    |  |
| 2.             | "Impulses"                | 2:18    |  |
| 3.             | "Cloud"                   | 2:57    |  |
| 4.             | "Bandida"                 | 2:18    |  |
| 5.             | "Faz o Que Tem Que Fazer" | 2:51    |  |
| Duração total: | Duração total:            | 13:00   |  |